# Harald Reitinger
Harald Reitinger (* 24. Januar 1969 in München) ist ein deutscher Musikproduzent, Komponist und Liedtexter. Er ist u. a. Gesellschafter des Musikverlags Beat Power Music.

## Musikproduktion
Reitinger schrieb und produzierte unter verschiedenen Pseudonymen für Künstler wie The Weather Girls und Technocop. 2002 produzierte er das Album „Discobrothers pres. Stars of the Eighties“, auf dem unter anderem Irene Cara, Tony Hadley (Spandau Ballet), Limahl, Tina Charles, Bananarama, The Weather Girls, Sinitta, Leee John (Imagination), RuPaul neue Songs präsentierten. Alle Titel wurden von Harald Reitinger geschrieben.
1992 schrieb und produzierte Reitinger die offizielle Hymne des FC Bayern München Forever Number One gemeinsam mit dem Sänger Andrew White als „Andrew White feat. Harry“.
2004 wurde die Pop-Sängerin Mandaryna in Polen zum Star aufgebaut. Die meisten Titel auf ihren Alben „Mandaryna.com“ und „Mandarynkowy Sen“ wurden von Reitinger/Fischer geschrieben und produziert. 2008/09 schrieb Reitinger alle Texte für den Popsänger Martin Stosch. Die Debütsingle „Zeit meines Lebens“ des DSDS-Zweitplatzierten erreichte die Top 30 der deutschen Charts. Die zweite Single „Geh nicht einfach weg“ sowie das Album „7Teen“"und die Single „Have you found...?“ (Duett mit Lisa Bund) erreichten allesamt die deutschen Album- und Singlecharts. 2010 schrieb er für Stosch „What about us?“, das Titellied der Fernsehserie dasbloghaus.tv auf KiKA.
2012 schrieb und produzierte er für das Destiny’s-Child-Mitglied Michelle Williams den Titel On the run. Unter dem Projektnamen Electric Giant Beatz feat. Michelle Williams erreichte der Titel die Top 5 der UK-Commercial Club Charts.
2012 und 2013 komponierte und produzierte  Reitinger gemeinsam mit Uli Fischer die Musik für die Serie Paula und die wilden Tiere, die in der ARD, im KIKA, sowie im ORF und SFR läuft.
Seit 2014 läuft auf KIKA und allen ARD Sendern die neue Serie "Anna und die Haustiere".
2013 schrieb und produzierte Harald Reitinger den Song „My City Miami“ mit Carmen Geiss als Sängerin. Der Titel stieg am 27. Juni 2013 auf Platz 44 der deutschen Single-Charts ein.
2022 veröffentlichte er den Titel „Was war denn nochmal los, last christmas“. Das Lied erzählt die Geschichte von einem eher traurigen letzten Weihnachten und wie sich dann alles dieses Jahr zum guten geändert hat. Die Produktion wurde unterstützt durch Deutsches Filmorchester Babelsberg und den Wolfratshauser Kinderchor.

## TV-Produktion
Seit dem 17. September 2016 moderiert und produziert Reitinger eine eigene TV-Show auf dem Münchener Sender Welt der Wunder TV. Hier scoutet er mit einem Team unbekannte Bands und Künstler, denen er in Deutschland eine Plattform bieten möchte. www.gogetem.de